# Baunscheidtisme
El baunscheidtisme és una  medicina alternativa creada al segle XIX. Aquesta pràctica és una pràctica d'homeopatia, que rep el nom del seu fundador Carl Baunscheidt (1809 – 1873), un mecànic i inventor alemany.
La legitimitat del baunscheidtisme com a pràctica mèdica efectiva va ser qüestionada l'any 1880, quan un metge de Melbourne, anomenat Samuel Fischer, va perdre una demanda que va presentar contra un pacient que no li va pagar, basant-se en l'objecció que Fischer (que era un metge no qualificat).
El lebenswecker va ser un dispositiu mèdic inventat per Baunscheidt, per perforar la pell amb agulles molt fines. Fou considerat que era capaç de curar una infinitat de malalties. El lebenswecker s'utilitzava per a la pell i es tractava amb oli tòxic. Es va suposar que la inflamació resultant va allunyar l'atenció del cos de la malaltia del pacient, i així aconseguir una cura. Les malalties que suposadament es podrien curar amb el lebenswecker incloïen la tos ferina, la calvície, el mal de queixal i els trastorns mentals. La popularitat del dispositiu va ser prou gran per a donar suport a un mercat de versions "falsificades" del lebenswecker produïdes per Baunscheidt.

## Galeria d'imatges

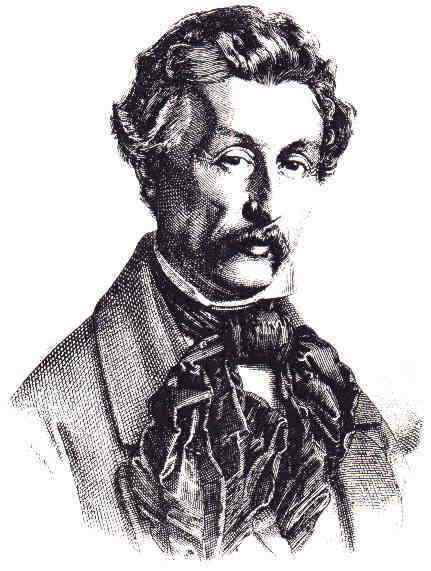
Carl Baunscheidt.
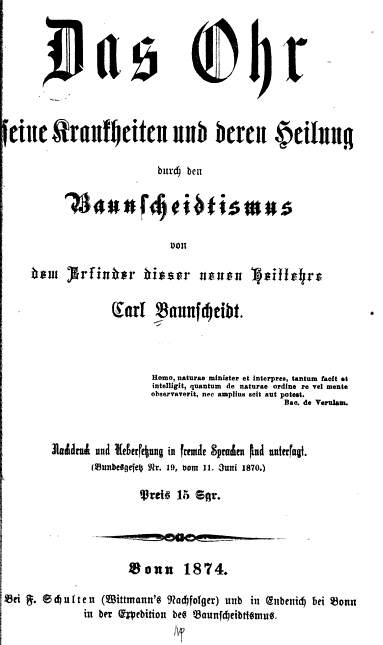
Portada de Das Ohr ( L'orella ) de Carl Baunscheidt.